# Kulturkampf
Der Begriff Kulturkampf bezeichnet den Kampf um die Dominanz bestimmter kultureller Wertvorstellungen und Weltanschauungen.

## Der Ausdruck „Kulturkampf“
Das Wort Kulturkampf wird – in Anlehnung an den englischen Begriff culture wars – in vielen Zusammenhängen verwendet. Es bezeichnet allgemein:
- einen „Kampf“ zwischen verschiedenen Kulturkreisen (siehe dazu Samuel P. Huntingtons Buch Kampf der Kulturen) oder
- einen Kampf um die „kulturelle Vorherrschaft“ und „kulturelle Identitäten“ innerhalb einer Gesellschaft oder zwischen einzelnen gesellschaftlichen Gruppen

Der Begriff Kulturkampf spielt in rechtsgerichteten Kreisen, in der zeitgenössischen politischen Diskussion in den USA unter Trump, Argentinien unter Milei, Brasilien unter Bolsonaro, sowie in Europa, bspw.in Frankreich, Italien, Russland, Ungarn und auch in Deutschland eine Rolle.
Akteure sind in dem Kontext die Alt-Right-Bewegung, Anhänger des von Armin Mohler geschaffenen Konstrukt der "Konservative Revolution", der selbsternannten „Neuen Rechte“
Zentrale Debatten kreisen um die Werte der Französischen Revolution Freiheit, Gleichheit, Brüderlichkeit und Begriffe, wie „Leitkultur“, Identitätspolitik, Political Correctness, Cancel Culture, Wokeness und Wertewandel
Als Gegner werden dabei die 68er-Bewegung, die Neue Linke, die Neuen Sozialen Bewegungen ausgemacht, kritisiert und angegriffen. So lautet bspw. der Titel eines Gesprächs von Ulf Poschardt mit der rechts-konservativen Schweizer Weltwoche vom 22. Februar 2025 „Der öffentliche Rundfunk ist eine rot-grüne Propaganda-Maschine...“
Im September 2008 erklärte z. B. der Fuldaer Bischof Heinz Josef Algermissen auf einem Kongress des Forums Deutscher Katholiken, dass er die Katholiken in Deutschland angesichts der aktuellen Diskussion um Gender-Mainstreaming und eine angebliche „Propagierung der Homosexualität“ in einem neuen Kulturkampf um „die reale Stärkung der Familie“ sehe.
Der norwegische Massenmörder Anders Behring Breivik äußerte in seinem Prozess und in einem umfangreichen „Manifest“ die Meinung, Westeuropa werde schrittweise von „Marxisten und Multikulturalisten“ übernommen. Die Presse nahm auf diese Vorstellung mit dem Begriff Kulturkampf Bezug.
Der deutsche Begriff wird auch im Ausland verwendet. Die französische Zeitung Le Monde schreibt von „Le Kulturkampf“ und beruft sich dabei auf den amerikanischen Soziologen James Davison Hunter und dessen Buch Culture Wars aus dem Jahr 1991.

### Begriffsentstehung
Das Wort „Kulturkampf“ wurde das erste Mal 1840 in der in Freiburg im Breisgau erscheinenden katholischen Zeitschrift für Theologie verwendet. Es taucht dort in einer anonymen Rezension einer Schrift des Radikalen Ludwig Snell über „Die Bedeutung des Kampfes der liberalen katholischen Schweiz mit der römischen Kurie“ auf und bezeichnete in dem Artikel den Konflikt zwischen liberalen Schweizer Katholiken mit der römischen Kurie.
In der politischen Auseinandersetzung Deutschlands führte Rudolf Virchow den Begriff ein, indem er ihn am 17. Januar 1873 im Preußischen Abgeordnetenhaus verwendete, wo er in der Beratung des Gesetzentwurfes über die Vorbildung und Anstellung der Geistlichen sprach: „Ich habe die Überzeugung, es handelt sich hier um einen großen Kulturkampf.“ In einem von Virchow verfassten Wahlaufruf der Fortschrittspartei vom 23. März 1873 wiederholte er den Begriff. Die Bezeichnung wurde hier von der katholischen Presse ironisch aufgenommen und verspottet, von der liberalen Presse begeistert verteidigt.

## Kulturkampf im 19. Jahrhundert
Allgemein werden als Kulturkampf Auseinandersetzungen zwischen Staat und katholischer Kirche im 19. Jahrhundert in mehreren Staaten Europas und Südamerikas bezeichnet, bei denen es grundsätzlich um einen Versuch der gewaltsamen Neuordnung des Verhältnisses von Staat und Kirche ging. Beim Kulturkampf prallten die Vertreter zweier konkurrierender Weltanschauungen – konservativ und liberal – aufeinander. Eine gewisse Vorreiterrolle hatte dabei die Schweiz. Auch der badische Kulturkampf und der bayerische Kulturkampf fanden zeitlich vor dem preußischen statt.

## Deutsche Geschichte
In Deutschland wird der Begriff Kulturkampf unter Vorzeichen des 19. Jahrhunderts auf den Konflikt zwischen Preußen bzw. später dem Deutschen Kaiserreich unter Reichskanzler Otto von Bismarck und der katholischen Kirche unter Papst Pius IX. bezogen; diese Auseinandersetzungen eskalierten ab der Reichsgründung 1871, als der protestantisch geprägte erste deutsche Nationalstaat begann, gegen die katholische Minderheit vorzugehen; sie wurden bis 1878 beendet und 1887 diplomatisch beigelegt.